# Philippe Montandon
Philippe Montandon (* 15. Juli 1982 in Uster) ist ein ehemaliger Schweizer Fussballspieler. Er stand zuletzt beim FC St. Gallen in der Raiffeisen Super League unter Vertrag.

## Karriere
Philippe Montandon begann 1987 im Alter von fünf Jahren mit dem Fussballspielen im Nachwuchs des FC Brüttisellen. 1996 wechselte er in den Nachwuchs des FC Winterthur, für den er in der Saison 1999/2000 sein Debüt in der ersten Mannschaft gab. Montandon etablierte sich bald als Stammspieler und wechselte 2002 zum Nationalliga-A-Aufsteiger FC Wil. Dort erreichte er mit dem Sieg im Cupfinal 2004 gegen die Grasshoppers auch gleichzeitig seinen bisher grössten Erfolg. Dennoch stieg der FC Wil am Ende der Saison aus der Super League ab.
Montandon wechselte daraufhin zum FC St. Gallen, bei dem er sich zu einer festen Grösse im Team entwickelte. Als 2007 der neue Trainer Ralf Loose nicht mehr auf ihn setzte, wechselte er in der Winterpause zum FC Schaffhausen, für den er die nächsten eineinhalb Saisons bestritt. Es folgte ein Wechsel nach Italien zu Chievo Verona. Allerdings wurde er dort sogleich für mehrere Saisons an den FC Lugano ausgeliehen, bei dem er auch die Captain-Rolle übernahm. Im Herbst 2009 wurde bei einer medizinischen Untersuchung bei Montanton Hodenkrebs festgestellt. Daraufhin wurde ein Tumor am rechten Hoden entfernt.
Nachdem Montandon mit Lugano den Aufstieg in die Super League mehrere Male knapp verpasst hatte, wechselte er zum Absteiger FC St. Gallen, mit dem er den Wiederaufstieg in die Super League erreichte. Dort übernahm er auch die Captain-Rolle vom zurückgetretenen Daniel Imhof und erreichte mit seiner Mannschaft den dritten Platz und die Qualifikation für die UEFA Europa League.
Zum Ende der Hinrunde 2014/15 gab Philippe Montandon seinen Rücktritt aus dem aktiven Fussballsport bekannt. Nachdem er sich beim Ligaspiel gegen den FC Aarau am 9. August 2014 bei einem Zusammenstoss mit seinem Teamkollegen Marco Mathys seine 8. Hirnerschütterung zugezogen hatte, konnte er in der gesamten Hinrunde keine Spiele für den FC St. Gallen bestreiten. Aufgrund auftretender Beschwerden während der Vorbereitung für die Rückrunde der Super League musste Montandon seine Karriere beenden.